# Lavot
Lavot war ein französisches Getreidemaß. Örtlich begrenzt war das Maß in Cambrai.
- 4 Lavot = 1 Rasière = 7 ½ Boisseaux

Die Rasière war von Ort und Ware abhängig und somit ist eine metrische Angabe in Litern nicht angemessen.